# Ruth de Krivoy
Ruth Osterreicher de Krivoy (Caracas, 2 de julio de 1942) es una economista venezolana. Fue profesora universitaria y ocupó la presidencia del Banco Central de Venezuela, entre otros cargos del alto nivel en la administración pública venezolana. Ha desarrollado varias obras a partir de su experiencia en la crisis bancaria que estalló durante su gestión en el BCV y que devino en su renuncia. Krivoy denunció la debilidad interinstitucional del Estado para atender la situación a tiempo aunque también ha sido señalada de tomar decisiones que precipitaron el problema. Actualmente dirige una firma de consultoría financiera y presta asesoría en materia monetaria y regulatoria a diversas instituciones.

## Biografía
Egresó de la Escuela de Economía de la Universidad Central de Venezuela con mención summa cum laude en el año 1964 siendo la primera mujer en lograr esa distinción en Venezuela.

### Administración pública
Entre sus cargos más destacados en la administración pública se encuentra su ejercicio como secretaria ejecutiva de la Comisión de estudios y reforma fiscal en 1980, cargo que abandonó para sumarse en 1984 a la Comisión asesora para la renegociación de la Deuda Pública. Ejerció la dirección del Fondo de Desarrollo Urbano.
Durante la presidencia de Carlos Andrés Pérez formó parte de la Comisión Presidencial para la competitividad industrial, además de ser parte del equipo del Consejo Consultivo del Presidente. También participó de la Comisión para la reforma del Estado (COPRE).
El 1 de abril de 1992 fue nombrada presidenta del Banco Central de Venezuela, cargo que desempeñó hasta el 28 de abril de 1994.

### Docencia
Posteriormente inició su carrera docente en la UCV, allí alcanzó la posición de jefa de la cátedra de Teoría y política monetaria y en la materia de Moneda y Banca. También ha dictado clases en la Universidad Católica Andrés Bello, el Instituto de Estudios Avanzados, el IESA y la Universidad de Carabobo. En el exterior ha dictado conferencias en la Escuela de Negocios de Wharton, Penn State, Georgetown, Columbia y Johns Hopkins. Además ha desarrollado una profusa obra acerca de la economía venezolana, teoría monetaria, regulaciones y crisis bancarias.

### Ejercicio privado
Fue directiva de la Cámara de Comercio de Caracas y la Cámara Venezolano-Suiza de Industria y Comercio, y trabajó para Scudder, Steven & Clark en el Consejo Asesor para Fondos Latinoamericanos.
Actualmente, Krivoy dirige la organización Síntesis Financiera que presta asesoría acerca de las condiciones de la economía venezolana, área sobre la que también está dedicada para GlobalSource . Además ostenta una membresía honoraria a la Asociación Venezolana-Americana de comercio.

## Crisis bancaria de 1994
Durante la gestión de Krivoy al frente del Banco Central de Venezuela, detonó una crisis bancaria que le costó al Estado venezolano 1,3 billones de bolívares o 12 billones de dólares en rescates a instituciones bancarias, lo que representó entre 10% y 31% del PIB, según diversos cálculos. Ese año el PIB cayó 3,3%. La crisis se generó por la insolvencia del sistema que se originó en el Banco Latino. Krivoy junto al directorio del BCV determinaron la salida de dicha entidad del sistema de Cámara de Compensación, lo que para algunos precipitó la crisis . Krivoy explica que la falla estuvo en la debilidad interinstitucional del Estado para atender los primeros síntomas de la problemas que se empezaron a manifestar desde noviembre del año anterior. Krivoy había advertido al Presidente de la República y ministerios de la situación. En el periodo previo al estallido, al final de 1993 e inicios de 1994, se produjo un proceso electoral y un cambio de gobierno que sucedió al de Ramón José Velásquez, que había sido nombrado meses atrás, luego de la destitución de Carlos Andrés Pérez, esto generó inestabilidad institucional. También ocurrió una caída de los precios del petróleo y recién entraba en vigor una ley que permitía a la Superintendencia de Bancos vigilar de forma más profunda a las entidades financieras, cosa que no ocurría hasta ese momento. Krivoy renunció a su cargo en abril, a tres meses luego de iniciada la crisis que se prolongó hasta septiembre de 1995.

## Obras
- Krivoy, Ruth Oesterreicher de (1980) 25 años Banco La Guaira Internacional:una visión de la economía venezolana. Banco La Guaira Internacional: Caracas.[7]
- Krivoy, Ruth Oesterreicher de (1972) El certificado de depósito negociable en Venezuela. S.N: Caracas.[8]
- Krivoy, Ruth Oesterreicher de (1973) El problema cambiario en Venezuela y su vinculación al proceso de la integración económica Latinoamericana.  Instituto de Investigaciones Económicas y Sociales, Universidad Católica Andrés Bello: Caracas.[9]
- Krivoy, Ruth Oesterreicher de (1995) La crisis financiera de 1994 : opciones y decisiones. Banco Central de Venezuela: Caracas.[10]
- Krivoy, Ruth Oesterreicher de (S.A.) Las operaciones en bolívares a través del Fondo Monetario Internacional y su efecto sobre las reservas internacionales del país. Banco Central de Venezuela: Caracas.[11]
- Krivoy, Ruth Oesterreicher de (1994) Mensaje de la presidenta Ruth de Krivoy a la asamblea ordinaria. Banco Central de Venezuela: Caracas.[12]
- Krivoy, Ruth Oesterreicher de (1993) Seminario supervisión bancaria internacional. Banco Central de Venezuela: Caracas.[13]
- Krivoy, Ruth Oesterreicher de (1998) Una visión del proceso de globalización. Banco Central de Venezuela / Academia Nacional de Ciencias Económicas: Caracas.[14]